# Nucleus nervi oculomotorii

Schematischer Transversalschnitt durch das Mittelhirn

Der Nucleus nervi oculomotorii ist eine Ansammlung von Nervenzellen – ein Kerngebiet (Nucleus) – im Mittelhirn und bildet das vordere Ende der somatomotorischen Kernsäule der Hirnnerven innerhalb des Hirnstamms. Das paarige Kerngebiet liegt beiderseits in der Mittelhirnhaube (Tegmentum mesencephali), direkt an der Wasserleitung des Gehirns (Aquaeductus mesencephali). 
Die Fortsätze des Nucleus nervi oculomotorii bilden zusammen mit denen des parasympathischen Edinger-Westphal-Kerns den III. Hirnnerv (Nervus oculomotorius, Augenmuskelnerv). Dabei gehen von den somatotopisch angeordneten Untereinheiten Nervenfasern zum gleichseitigen (ipsilateralen) Musculus rectus inferior, Musculus obliquus inferior, Musculus rectus medialis und den gegenseitigen (kontralateralen) Musculus rectus superior.
Der Edinger-Westphal-Kern ist über das mediale Längsbündel (Fasciculus longitudinalis medialis) mit den übrigen Augenmuskelkernen (Nucleus nervi trochlearis, Nucleus nervi abducentis) verbunden. Zudem gibt es über dieses Bündel Verbindungen mit den Gleichgewichtskernen (Nuclei vestibulares), über die vestibulookuläre Reflexe vermittelt werden.
Schädigungen des Nucleus nervi oculomotorii führen zu einer Okulomotoriusparese.